# Hogna hibernalis
Hogna hibernalis là một loài nhện trong họ Lycosidae.
Loài này thuộc chi Hogna. Hogna hibernalis được Embrik Strand miêu tả năm 1906.